# La scelta del destino
La scelta del destino (About Fate) è un film del 2022 diretto da Marius Balchunas.
Da una sceneggiatura di Tinffany Paulsen, la pellicola è un remake del film per la televisione sovietica del 1976 Equivoci di una notte di capodanno.

## Trama
Quando entrambe le loro proposte di fidanzamento falliscono, gli inguaribili romantici Margot e Griffin si ritrovano insieme alla vigilia di Capodanno dopo una fatidica serie di eventi.

## Distribuzione
Il film è uscito in sale selezionate e piattaforme digitali negli Stati Uniti il 9 settembre 2022 da American International Pictures. In Italia è uscito su Prime Video il 16 dicembre 2022. 

## Critica
Sul sito web dell'aggregatore di recensioni Rotten Tomatoes, il film a un indice di gradimento del 63% basato su le recensioni di otto critici con una valutazione di 6,8/10.